# Urrugne
Urrugne é uma comuna francesa na região administrativa da Nova Aquitânia, no departamento dos Pirenéus Atlânticos. Estende-se por uma área de 50,4 km². Em 2010 a comuna tinha 10 624 habitantes (densidade: 210,8 hab./km²).